# 南岭铁路
南岭铁路又称坪梅铁路、坪木铁路，位于中国广东省和湖南省境内，是京广铁路的支线。线路自广东省乐昌市坪石镇境内的京广铁路坪石站引出，经湖南省宜章县，西至临武县境内的金江镇，长75公里，共有车站15座。线路修建于1948-1975年，主要是为运输煤炭而修建的，属广东省地方铁路有限责任公司南岭铁路公司（现时由中国铁路广州局集团有限公司管理，广州铁路公安局衡阳铁路公安处郴州西站派出所太平里警务区管辖该铁路线上的治安），其修建结束了临武县无铁路的历史。坪木线还汇入两条短线：栗浆线（栗坪至浆水）、梅余线（梅田至余家寮）。

## 车站
南岭铁路由起点坪石站至终点木冲站之间，沿途设有坪南站、罗家祠站、关春站、葫芦口站、栗源站，新团结站，新邹家站，栗坪站，梅田站，麻田站，茅金坪站等11个中途站。栗浆线终点为浆水站，梅余线终点为余家寮站。

## 历史
抗战胜利后，1945年国民政府资源委员会与广东省政府决定恢复狗牙洞（位于宜章县关溪乡）与乐昌县八字岭煤矿生产，以解决广东煤荒。1947年8月，广东省政府呈请交通部拨款兴建狗牙洞支线，1948年获准，由粤汉铁路管理局负责设计施工。1948年4月开始勘察设计，5月1日成立工程处，5月15日开工典礼。广东省公路总局第一、二筑路总队土石方施工，民工万余人，1948年7月完成主体工程。1949年7月30日接轨，8月1日通车，总投资208.87万银元。交通部仅拨付400万金圆券，余为广东省建设厅、广东省燃煤供销委员会向中央银行和交通银行贷款。
1949年10月下旬衡阳铁路管理局派出技术员工指导修复，1950年恢复通车。但由于线路腐蚀严重，1952年封闭。1959年广东省决定加快开发南岭煤矿资源，由广州铁路局第四工程队对线路车站整修，恢复通车。
1967年冬，广东、湖南两省革命委员会商定由广东省开发宜章县、临武县煤田。经国务院批准，国家计委和广东省共同投资修筑包公庙（属于栗源乡）至梅田铁路，全长31.6km，称“坪梅铁路”。由广州铁路局、广东省一建公路、广东省邮电管理局、广东省农林水战线工程总队施工。1969年4月开始勘察设计，成立坪梅铁路基建工程指挥部，9月1日开始施工。1971年5月1日竣工运营。共投资2266.6万元。1970年两省革委会决定继续延伸至临武县沙田（今金江镇）,1970年12月开始勘察设计，1971年4月开工，其中宜章县临武县交界处的长茅岭隧道长1575.39m。1975年12月20日铺轨到木冲。1976年10月1日交付运营，梅沙支线全长17.7km，投资2488.53万元。至此，全线命名为南岭铁路。1976年10月2日移交广州铁路局。1987年末，运能400万吨。

## 乳阳森林铁路
位于广东省北部，韶关市乳源、乐昌境内。南起乳阳林业局湾背贮木场，北至乐昌罗家祠贮木场，北接坪梅铁路罗家祠车站并连京广铁路。正线长59.5公里，站线2.7公里。是广东省内唯一森林专用窄轨铁路，主要运输乳阳林业局属下生产的木材。1959年3月建，1961年8月通车，1991年拆除。乳阳林业局森林铁路管理处运营。最大限制坡度为30‰，最小曲线半径为60米。有桥梁16座133.2米，涵洞230座2792米，隧道2座(云岩1号、2号)长205.3米。路堤宽3.2米，路堑宽度土质地段为3米，石质地段为2.8米，道床铺石灰石道碴，厚0.25米。道岔有33组，均为拼装式9号道岔，钢轨有每米22、24、15公斤等型号，轨枕为防腐木枕。车站有9个，即：罗家祠站、梅花站、鹧鸪塘站、云岩站、长塘站、桃树下站、柯树下站、中桥站、湾背站。架空明线磁石电话，无信号设备，用电话指挥行车。有C2型28吨蒸汽机车4台，平板车40辆，代客车2辆。每年运木材3万立方米左右(1立方米换算为1吨)，运旅客7万至8万人。